# زیر تحسین
زیر تحسین (عربی: زَيْد تَحْسِيْن عَبد زيد؛ زادهٔ ۲۹ ژانویهٔ ۲۰۰۱) بازیکن فوتبال اهل عراق است.
وی همچنین در تیم‌های ملی فوتبال زیر ۲۳ سال عراق و عراق بازی کرده‌است.